# Travis McHenry
Travis McHenry là một lãnh đạo người Mỹ và là nhà sáng lập hai vi quốc gia Westarctica và Calsahara, cả hai đều không được công nhận bởi bất cứ chính phủ nào trên thế giới.
Vào năm 2001, khi còn là một quân nhân của Hải quân Hoa Kỳ, McHenry thành lập vi quốc gia Westarctica. Năm 2004, ông tự phong tước Đại Công tước cho mình, lãnh đạo của Đại Công quốc Westarctica, nằm ở đất Marie Byrd ở Nam Cực. Năm 2006, sau khi biết rằng McHenry đã liên lạc với các chính phủ nước ngoài yêu cầu họ công nhận quốc gia, Hải quân yêu cầu ông phải thôi việc. Tính đến tháng 8 năm 2018, Westarctica tuyên bố dân số gồm 2.357 công dân (không ai trong số họ thực sự sống ở đó), và McHenry vẫn tự gọi mình là Đại công tước.
Vào tháng 10 năm 2017, hai vi quốc gia của McHenry đã thống nhất khi Calsahara bị 'thôn tính' bởi Westarctica trở thành một 'thuộc địa' của lãnh thổ Westarctica.